# Terra do Bacalhau
A Terra do Bacalhau foi uma ilha fantasma representada em vários mapas e cartas náuticas portuguesas do início do século XVI.
De acordo com Gaspar Frutuoso em sua obra Saudades da Terra, escrita na década de 1570, uma tripulação composta por Didrik Pining, John Scolvus, Hans Pothorst, Álvaro Martins e João Vaz Corte-Real em 1472 foi agraciada com terras nos Açores pelo rei de Portugal devido à descoberta das Terras do Bacalhau. Historiadores não consideram o trabalho de Frutuoso muito confiável, pois contém uma grande quantidade de informações incorretas.
Ao largo da ponta noroeste da Península de Avalon em Newfoundland, há uma ilha chamada Baccalieu, conhecida pelos europeus por esse nome desde pelo menos 1556, quando foi desenhada no mapa de Giacomo Gastaldi.